# Арсеньев, Аркадий Борисович
Аркадий Борисович Арсеньев (30 октября 1939 года, Москва, РСФСР, СССР — 2006 год, Москва, Россия) — советский и российский художник, график, живописец, плакатист, народный художник Российской Федерации (2006).
В 1958 году — окончил Московскую среднюю художественную школу.
В 1964 году — окончил мастерскую плаката Московского государственного художественного института имени В. И. Сурикова, где учился у М. М. Черемных, Н. А. Пономарева, О. М. Савостюка, Б. А. Успенского.
С 1964 участник московских, республиканских, всесоюзных и зарубежных выставок.
С 1968 года — член Союза художников СССР.
С 1977 года был заместителем председателя комиссии по плакату СХ РСФСР и председателем художественного совета творческо-производственной мастерской наглядной агитации ХФ РСФСР.
Сотрудничал в издательстве «Плакат» (до 1974 — в «Изобразительном искусстве»), постоянно работал в «Агитплакате».
С 1989 по 2006 годы — секретарь Союза художников России, заместитель (с 1979) и председатель плакатной секции МОСХа (1988—1989) и становился куратором по Дальнему Востоку.
Основные произведения: «Берегите красоту и богатство нашей природы» (1967), «Родине — слава!» (1973), «Народ Чили победит!» (1974), «Пусть всегда будет солнце» (1975), «Для того, чтоб по рельсам проехать, надо прежде по шпалам пройти» (1976), «Слава строителям БАМа» (1976), «Честь и слава труду хлебороба» (1977), «Выше качество полевых работ» (1977), «Мы строим мир» (1978), «Вперед лети!» (1979).
Тиражные плакаты находятся в коллекциях различных российских музеев.

## Награды
- Народный художник Российской Федерации (2006)
- Заслуженный художник РСФСР (1991)
- Первая премия на Всесоюзном конкурсе плаката за плакат «Пусть всегда будет солнце» (1976)
- За плакат «Вперед лети!» был удостоен ежегодной премии ЦК ВЛКСМ (1979)